# Demeijerea
Demeijerea is een muggengeslacht uit de familie van de dansmuggen (Chironomidae).

## Soorten
- Demeijerea abruptus (Townes, 1945)
- Demeijerea atrimanus (Coquillett, 1902)
- Demeijerea brachialis (Coquillett, 1901)
- Demeijerea obreptus (Townes, 1945)
- Demeijerea rufipes (Linnaeus, 1761)